# Verticillititiidae
Verticillititiidae é uma família de esponjas marinhas da ordem Verticillitida.

## Gêneros
- Vaceletia Pickett, 1982